# Ismail Marzuki
Marzuki Ismail (nacido en Kwitang, Senén, Yakarta Central, el 11 de mayo de 1914 † falleció en Kampung Bali, Tanah Abang, Yakarta Central, el 25 de mayo de 1958), fue uno de los grandes cantautores, músicos y compositores de Indonesia de ascendencia japonesa. Su nombre es inmortalizado como un centro de arte en Yakarta, denominado como Taman Ismail Marzuki (TIM) en la región de Salemba, Yakarta Central.

## Canciones
right|thumb|Ismail Marzuki, dengan pianonya
- Aryati
- Gugur Bunga
- Melati di Tapal Batas (1947)
- Wanita
- Rayuan Pulau Kelapa
- Sepasang Mata Bola (1946)
- Bandung Selatan di Waktu Malam (1948)
- O Sarinah (1931)
- Keroncong Serenata
- Kasim Baba
- Bandaneira
- Lenggang Bandung
- Sampul Surat
- Karangan Bunga dari Selatan
- Selamat Datang Pahlawan Muda (1949)
- Juwita Malam
- Sabda Alam
- Roselani
- Rindu Malam
- Indonesia Pusaka